# Кот в сапогах
«Кот в сапога́х» (фр. Le Maître chat ou le Chat botté — «Господин кот, или Кот в сапогах») — европейская сказка об антропоморфном коте, который хитростью заполучает власть, богатство и руку принцессы для своего нищего хозяина.
Старейшая известная версия сказки — «Удачливый Константино» (итал. Costantino Fortunato) из сборника «Приятные ночи» (1550—1553) итальянского писателя Джованни Франческо Страпаролы. Здесь кот — замаскированная фея, которая помогает своему хозяину, бедному юноше по имени Костантино, жениться на принцессе, обманывая короля, лорда и многих простолюдинов. Более ранний вариант был написан Джироламо Морлини, чьи рассказы Страпарола позаимствовал для «Приятных ночей»; другая версия была опубликована в 1634 году Джамбаттистой Базиле под названием «Cagliuso». Самый популярный вариант сказки был написан на французском языке в конце XVII века Шарлем Перро (1628—1703), отставным государственным служащим и членом Французской академии.
Кот в сапогах появляется во франшизе DreamWorks «Шрек», где является второстепенным героем продолжений оригинального фильма, а также протагонистом двух спин-оффов, «Кот в сапогах» и «Кот в сапогах: Последнее желание». Во всех этих мультфильмах Кота озвучил Антонио Бандерас. Помимо этого, персонаж является маскотом японской аниме-студии Toei Animation, а также популярной пантомимой в Великобритании.

## Сюжет

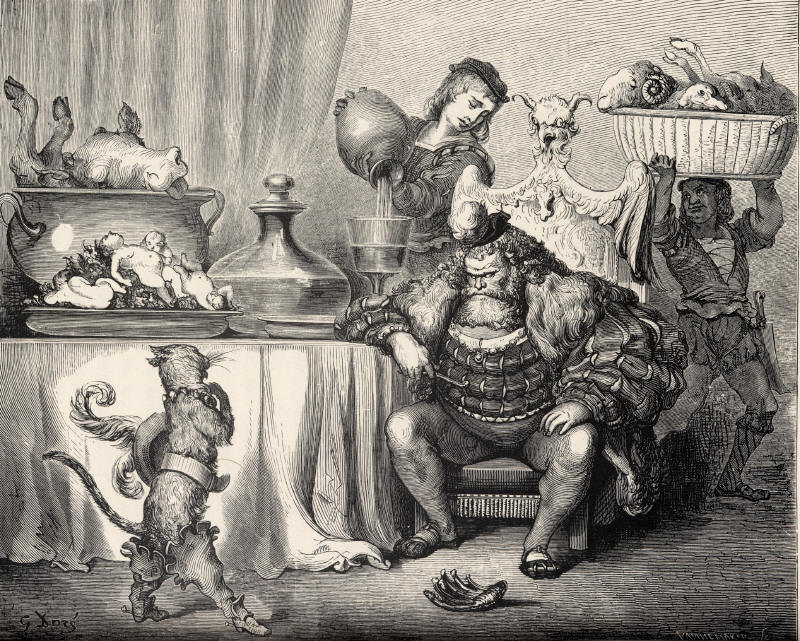
Кот в сапогах и Людоед (огр). Иллюстрация Гюстава Доре, XIX век.

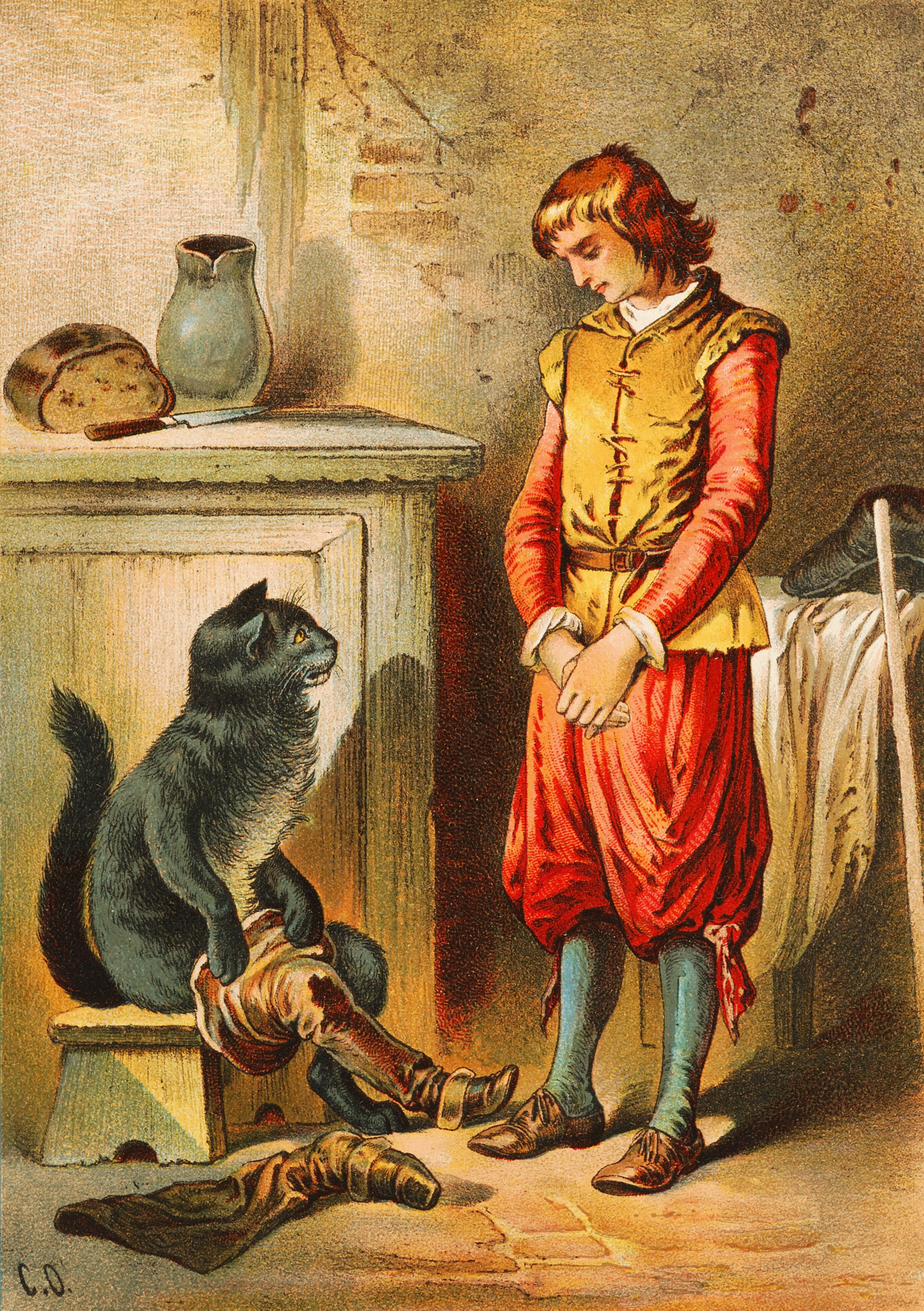
«Кот в сапогах». Иллюстрация Карла Оффтердингера

После смерти мельника три его сына разделили наследство: старшему досталась мельница (moulin), среднему — осёл, а младшему — кот (chat). Кот попросил сапоги и, поймав зайца (lapin), преподнес его королю от имени своего хозяина, которого он представил как маркиз де Карабас (marquis de Carabas) — от тюркского «карабаш» или «карабас» («чёрная голова»). Затем кот проделал тот же фокус с куропаткой. Наконец принцесса заинтересовалась маркизом де Карабасом.
Чтобы обеспечить достойный наряд своему хозяину, кот сымитировал его падение в реку, вследствие чего пришедшие на помощь слуги короля облачили юношу в богатую одежду. Затем кот заставил крестьян говорить, что их земли принадлежат маркизу. Резиденцией же маркиза стал замок (château: шато) людоеда (огра), которого съел кот, когда тот превратился в мышь.
Благодаря деловой хватке и хитрости кота, его хозяин получил всё, о чём только мог мечтать юноша: титул, уважение короля, замок, богатство и любовь прекрасной принцессы. Прототипами некоторых персонажей для сюжета являлись владельцы замка Уарон в долине Луары.

## Персонажи
- Старый мельник;
- Старший сын мельника;
- Средний сын мельника;
- Младший сын мельника, он же маркиз де Карабас;
- Кот в сапогах;
- Король;
- Принцесса;
- Огр (в традиционном русском переводе И. С. Тургенева — Людоед), который умел превращаться в кого угодно.

## Известные экранизации и постановки сказки
- «Кот в сапогах» — детская опера в двух частях композитора Цезаря Кюи.
- «Кот в сапогах» — пьеса в стихах Давида Самойлова. Выпускалась на грампластинках фирмой «Мелодия» в 1972 и 1982 годах в записи Всесоюзной студии грамзаписи от 1971 года. Режиссёр А. Ильина. Музыка Б. Чайковского в исполнении инструментального ансамбля под управлением Л. Гершковича. Роли озвучивали: Н. Литвинов, Ю. Волынцев, С. Цейц, М. Баташов, К. Румянова, Д. Бородин, Р. Плятт.
- «Кот в сапогах» (молд. Motanul încălțat, 2004) — музыкальный спектакль в 2-х действиях Кишинёвского театра «Лучафэрул» (молд. Teatrul ”Luceafărul”) по мотивам сказки Шарля Перро. Режиссёр и автор пьесы — Бэно Аксёнов, музыкальное оформление — Артур Аксёнов, художник — Наталья Силина[8].
- «Приключения кота в сапогах» — музыкальный спектакль (пьеса) в 2-х действиях по мотивам сказки, автор — Татьяна Савенкова. Премьера состоялась 2 октября 2010 года.

### Художественные фильмы по мотивам сюжета Кота в сапогах
- «Новые похождения Кота в сапогах» — фильм Александра Роу (СССР, 1958)
- «Про кота…» — телефильм Святослава Чекина (СССР, 1985). Актёры: Леонид Ярмольник, Альберт Филозов, Марина Левтова, Петр Щербаков, Валентин Гафт, Сергей Проханов, Александр Иншаков. Производство ТО «Экран». Импровизация на тему сказки Шарля Перро «Кот в сапогах».
- «Кот в сапогах» — фильм Юджина Марнера (США, 1988)
- «Кот в сапогах» — немецкий фильм-сказка режиссёра Кристиана Тиде.

### Мультфильмы по мотивам сюжета Кота в сапогах
- «Кот в сапогах» — мультфильм сестёр Брумберг (Союзмультфильм, 1938)
- «Кот в сапогах» — мультфильм сестёр Брумберг (Союзмультфильм, 1968)
- «Кот в сапогах» — мультфильм Гарри Бардина (ООО «Стайер», 1995)
- «Кот в сапогах» — мультфильм Александра Давыдова (Аргус Интернейшнл, 1997)
- «Правдивая история кота в сапогах» — французский мультфильм (студия «Herold and Family», 2009)
- Аниме-трилогия «Кот в сапогах» студии «Toei Animation»:
  - «Кот в сапогах» (яп. 長靴をはいた猫 Нагагуцу-о Хайта Нэко) — по мотивам сказки Шарля Перро и «Трёх мушкетёров» А. Дюма, режиссёр — Ябуки Кимио, художник — Хаяо Миядзаки.
  - «Возвращение кота в сапогах» (яп. ながぐつ三銃士 Нагагуцу Сандзю:си) — приключения Кота в Сапогах на Диком Западе, режиссёр — Кацумата Томохару, сценарист — Фусэ Хирокадзу.
  - «Кругосветное путешествие кота в сапогах» (яп. 長靴をはいたネコ ８０日間世界一周 Нагагуцу-о Хайта Нэко 80 Нитикан Сэкай Иссю:) — по мотивам «Вокруг света за 80 дней» Жюля Верна, режиссёр — Сидара Хироси, сценарист — Ямадзаки Тадаки.
- Вселенная Шрека:
  - «Шрек 2» (2004), «Шрек Третий» (2007), «Шрек навсегда» (2010) и «Шрек 5» (TBA) — Кот, второстепенный персонаж.
  - «Кот в сапогах» — мультфильм студии DreamWorks (2011).
  - «Кот в сапогах: Три дьяволёнка» — короткометражное продолжение мультфильма о приключениях Кота в сапогах.
  - «Приключения Кота в сапогах» — мультсериал 2015—2018 годов.
  - «Кот в сапогах: Последнее желание» — мультфильм студии DreamWorks (2022).

### Книги по мотивам сюжета «Кота в сапогах»
- Мария Галина «История второго брата» — альтернативная интерпретация сказки[9].

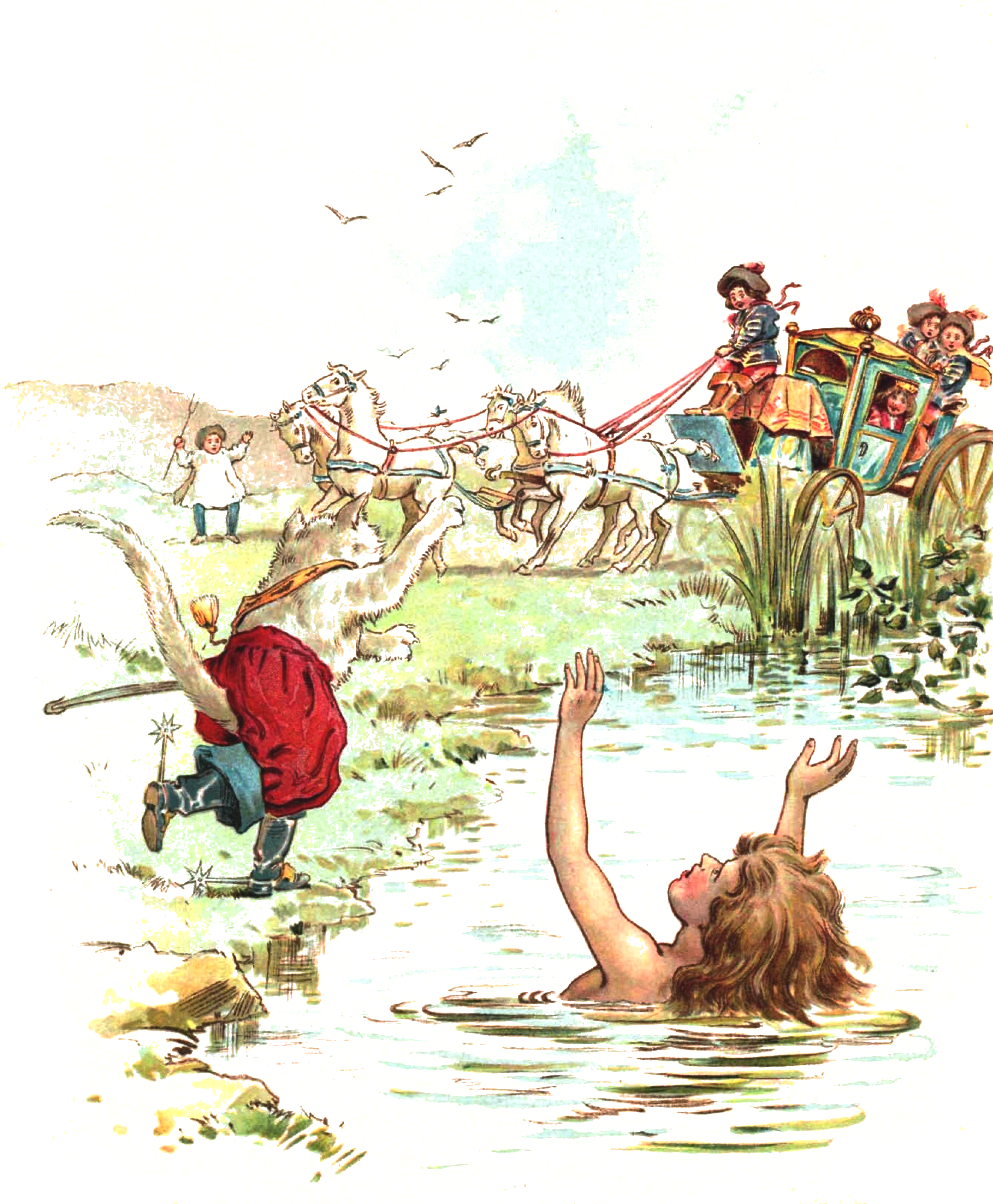
Иллюстрация к книге «Кот в сапогах», 1900 год
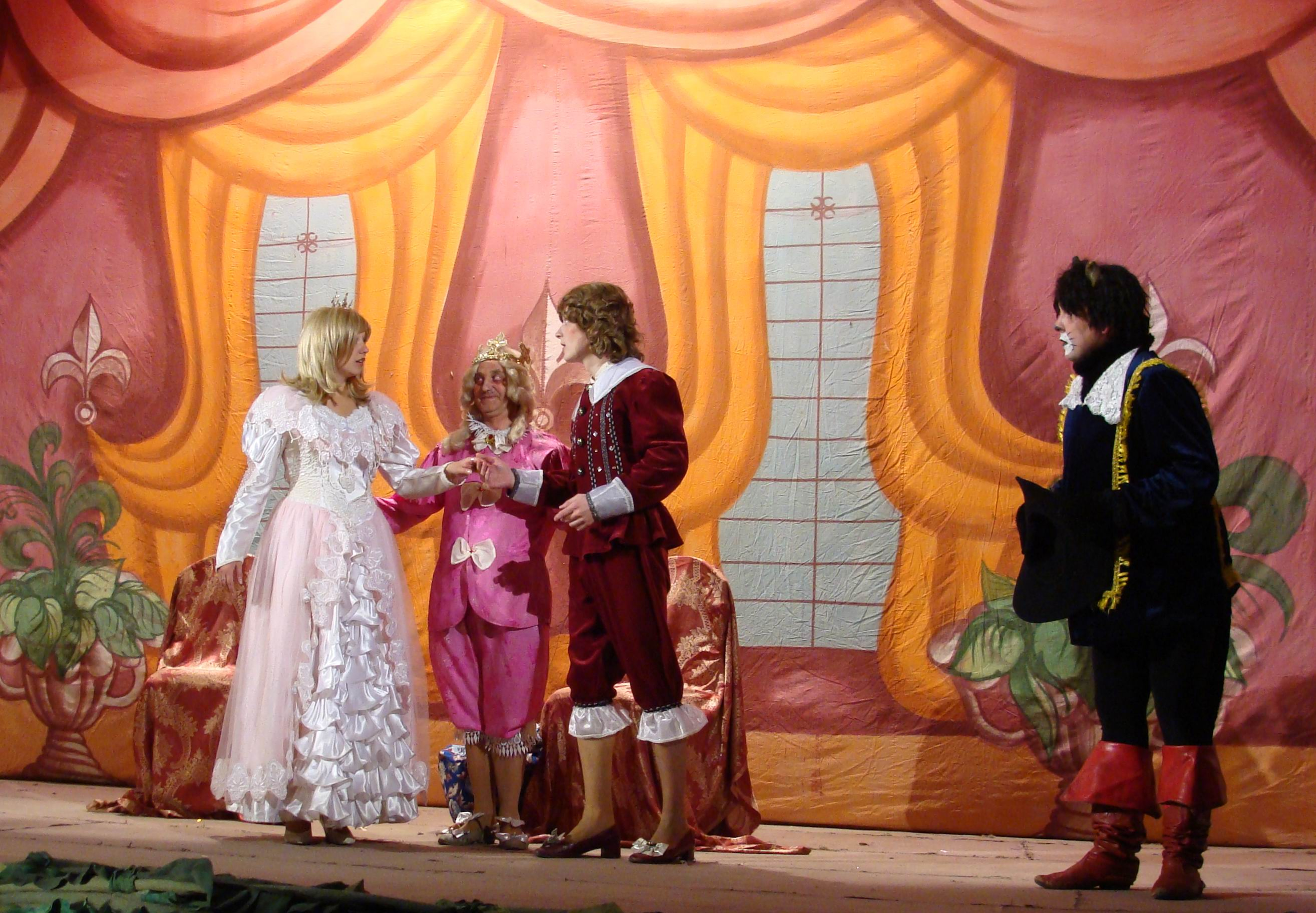
Спектакль театра «Автограф» города Северодвинска
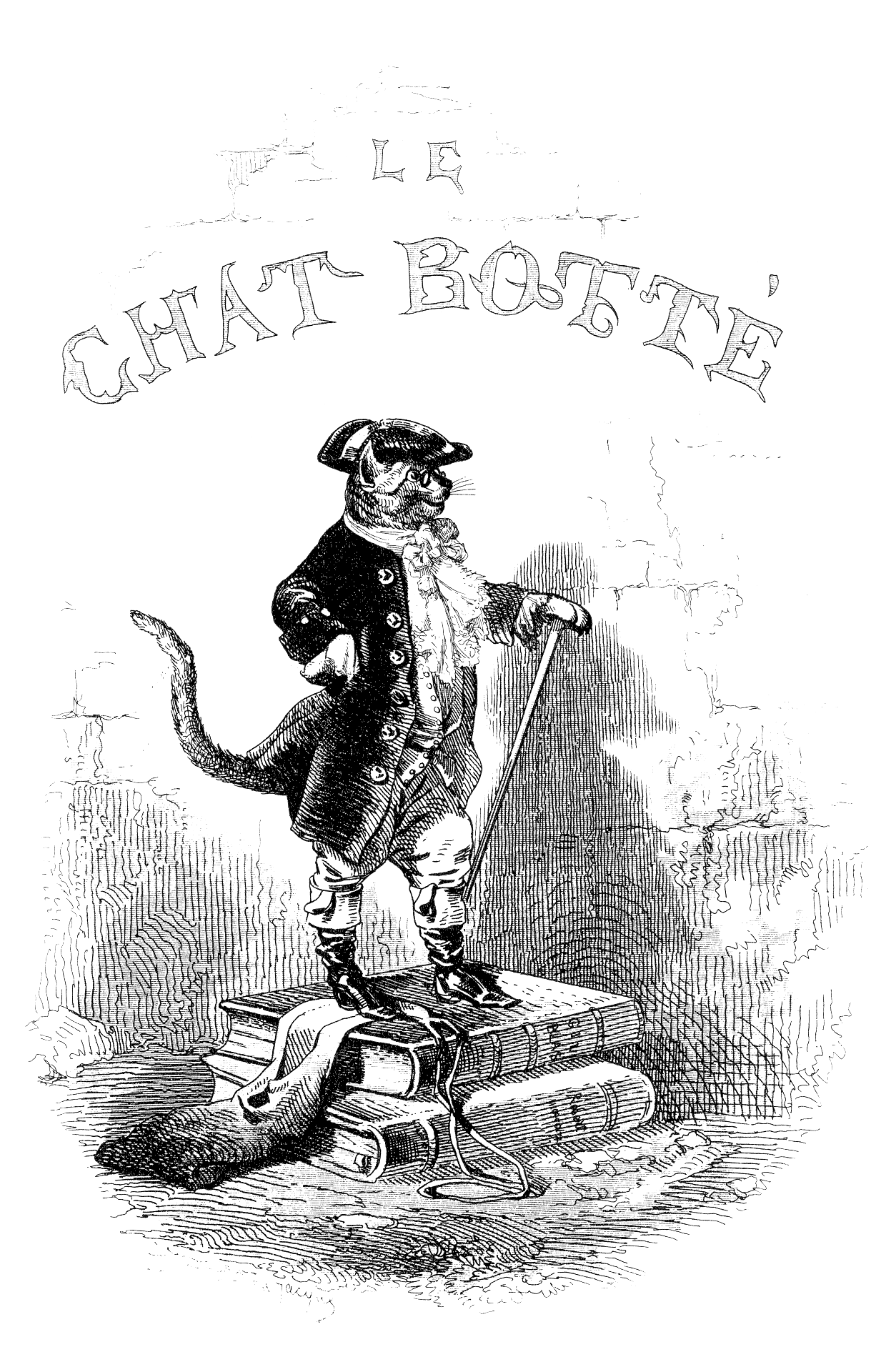
Иллюстрация 1843, из издания L. Curmer
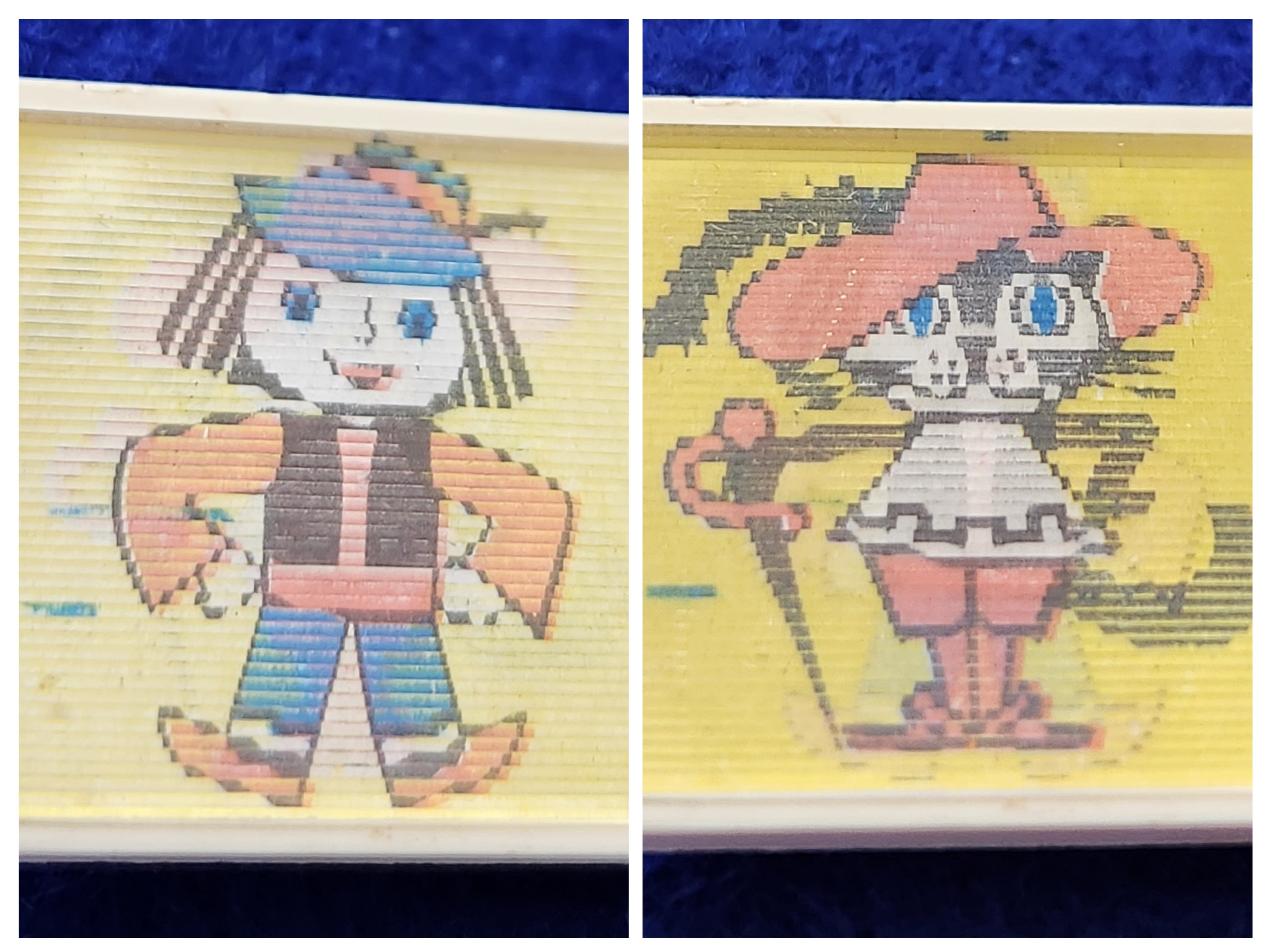
Переливной значок «Кот в сапогах»

## Другое
В СССР многими кондитерскими фабриками страны выпускались шоколадные конфеты с названием «Кот в сапогах».